# Flavio Asclepiodoto
Flavio Asclepiodoto o Asclepiade (in latino Flavius Asclepiodotus o Asclepiades; fl. 423-425) è stato un politico romano.

## Biografia
Asclepiodoto era il fratello del filosofo sofista Leonzio, e dunque zio di Atenaide, che nel 421 sposò l'imperatore Teodosio II assumendo il nome di Elia Eudocia. Eudocia favorì i propri familiari, esercitando la propria influenza sul marito per farne avanzare la carriera.
Nel 422 Asclepiodoto era comes sacrarum largitionum, mentre tra il 14 febbraio 423 (anno in cui Eudocia fu nominata Augusta) al 1º febbraio 425 fu Prefetto del pretorio d'Oriente. Console nel 423, fu deposto in quanto venne accusato presso Teodosio da Simeone lo Stilita di favorire pagani ed Ebrei e di contrastare i cristiani, una accusa senza dubbio rafforzata dal fatto che la sua famiglia era pagana, sebbene Atenaide avesse dovuto convertirsi al Cristianesimo prima del matrimonio.